# Daviesia euphorbioides
Daviesia euphorbioides är en ärtväxtart som beskrevs av George Bentham. Daviesia euphorbioides ingår i släktet Daviesia, och familjen ärtväxter. Inga underarter finns listade i Catalogue of Life.